# Neptune's Daughter
Neptune's Daughter (bra: A Filha de Netuno; prt: A Rainha das Sereias) é um filme norte-americano de 1949, do gênero comédia musical, dirigido por Edward Buzzell e estrelado por Esther Williams e Red Skelton.
Um dos melhores filmes da carreira de Esther Williams, segundo Ken Wlaschin, Neptune's Daughter recebeu o Oscar de Melhor Canção Original por “Baby, It's Cold Outside”, composta por Frank Loesser e interpretada pela atriz e Ricardo Montalban e depois por Red Skelton e Betty Garrett.

## Sinopse
Eve Barrett é fabricante de artigos de natação. Ela tem uma irmã, Betty, que é a grande paixão de Jack Spratt, massagista de uma equipe de polo. Para provar que merece o amor de Betty, Jack finge ser o astro do polo José O'Rourke. O resultado é uma série de complicações, com Eve mandando o verdadeiro O'Rourke deixar sua irmã em paz, o que o deixa atônito. Os dois acabam noivos e quando Eve conta para Betty, Betty diz que ela é que é a noiva de O'Rourke. Eve, então, bate a porta na cara de O'Rourke, que é sequestrado pelos capangas de Lukie Luzette, o mafioso dono de nightclub! Uma confusão sem fim...

## Premiações
| Patrocinador                                  | Prêmio | Categoria                                         | Situação |
| --------------------------------------------- | ------ | ------------------------------------------------- | -------- |
| Academia de Artes e Ciências Cinematográficas | Oscar  | Melhor canção original ("Baby It's Cold Outside") | Vencedor |

## Elenco
| Ator/Atriz        | Personagem    |
| ----------------- | ------------- |
| Esther Williams   | Eve Barrett   |
| Red Skelton       | Jack Spratt   |
| Ricardo Montalban | José O'Rourke |
| Betty Garrett     | Betty Barrett |
| Keenan Wynn       | Joe Backett   |
| Xavier Cugat      | Xavier Cugat  |
| Ted de Corsia     | Lukie Luzette |
| Mike Mazurki      | Mac Mozolla   |
| Mel Blanc         | Pancho        |